# Жан Гоффман (ватерполіст)
Жан Гоффман (англ. Jean Hoffman; нар. 23 вересня 1893) — бельгійський плавець і ватерполіст.
Бронзовий призер Олімпійських Ігор 1912 року.